# Łojówka wapienna

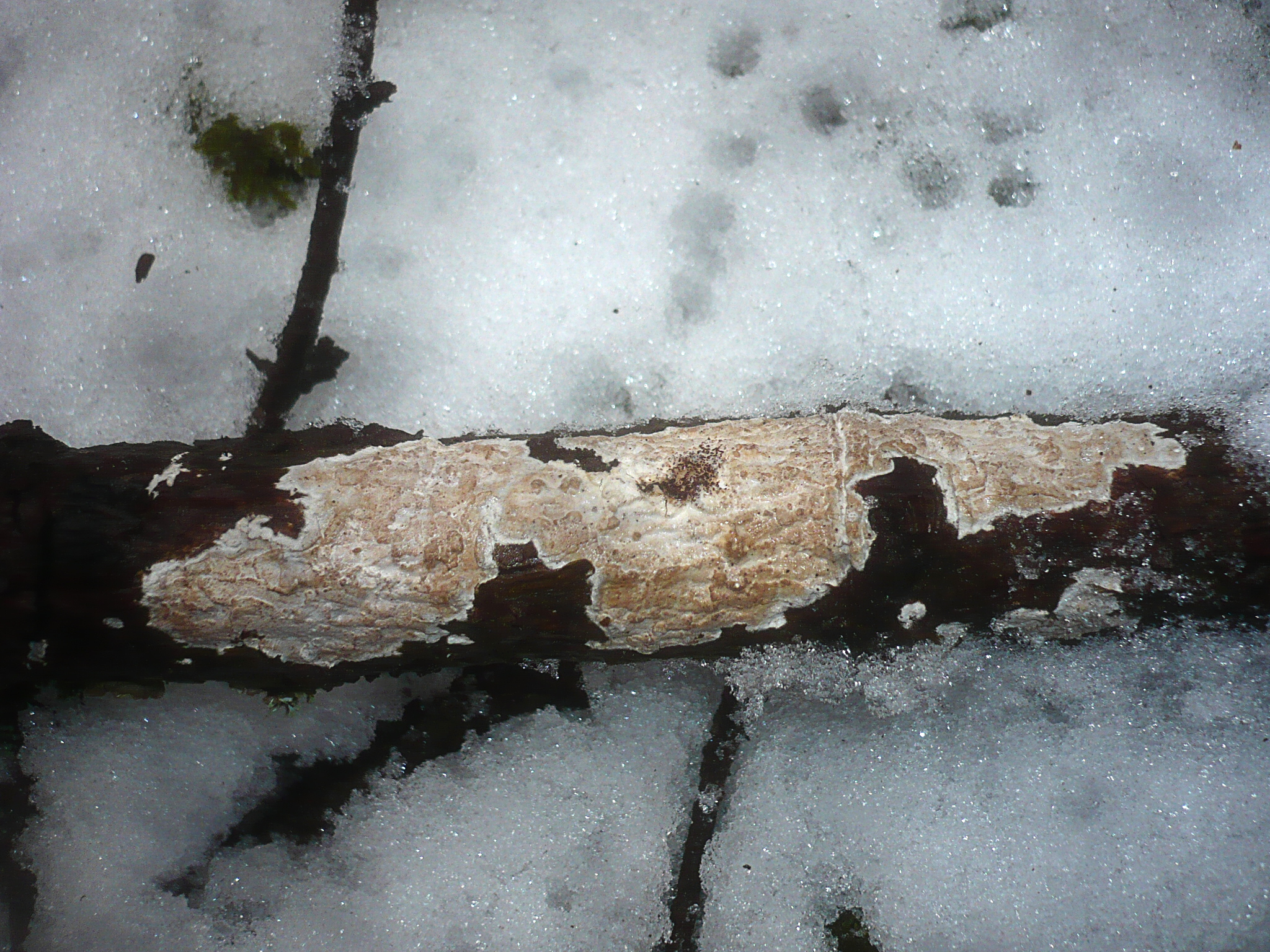

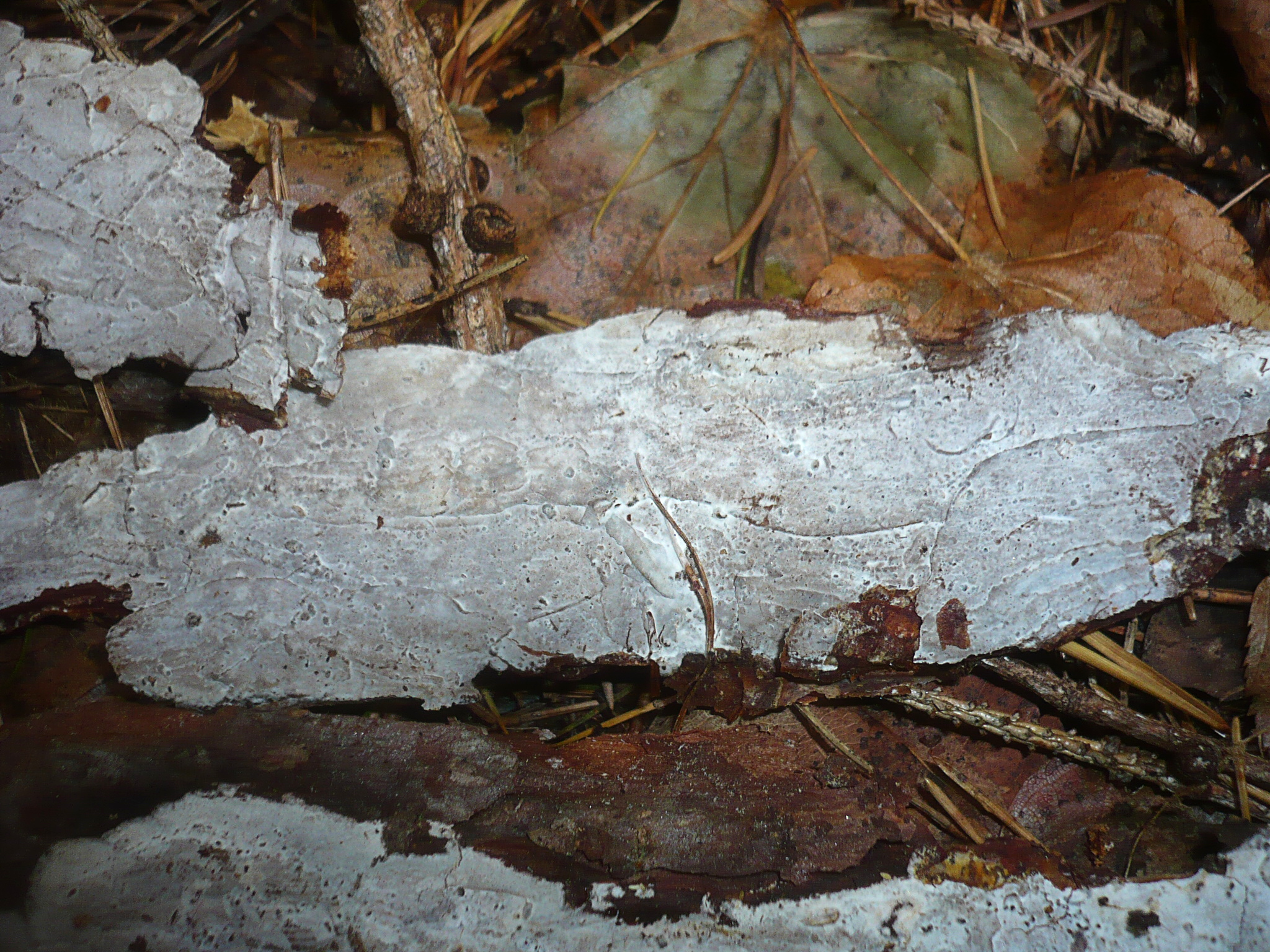

Łojówka wapienna (Alloexidiopsis calcea (Pers.) L.W. Zhou & S.L. Liu) – gatunek grzybów z rodziny łojówkowatych (Sebacinaceae).

## Systematyka i nazewnictwo
Pozycja w klasyfikacji według Index Fungorum: Alloexidiopsis, Auriculariaceae, Auriculariales, Auriculariomycetidae, Agaricomycetes, Agaricomycotina, Basidiomycota, Fungi.
Po raz pierwszy takson ten zdiagnozował w 1801 r. Christiaan Hendrik Persoon, nadając mu nazwę Trhelephora calcea. Obecną, uznaną przez Index Fungorum nazwę nadali mu w 2022 r. L.W. Zhou i S.L. Liu. Synonimy:

- Auricularia calcea (Pers.) Mérat 1821
- Corticium calceum (Pers.) Fr. 1838
- Corticium calceum var. lacteum Thüm. 1877
- Exidiopsis calcea (Pers.) K. Wells 1962
- Sebacina calcea (Pers.) Bres. 1898
- Sebacina calcea var. corticioides Malençon 1954
- Terana calcea (Pers.) Kuntze 1891
- Thelephora calcea Pers. 1801[2].

Polską nazwę nadał Władysław Wojewoda w 1977 r. dla synonimu Exidiopsis calcea . Jest niespójna z aktualną nazwą naukową.

## Morfologia
Owocnik
Rozpostarty, cienki, woskowaty i nieco skórzasty o barwie od białej do jasnoochrowej, błyszczący. Początkowo tworzy niewielkie plastry, jednak rozrastające się sąsiednie owocniki zlewają się z sobą tworząc duży owocnik zajmujący często znaczne powierzchnie podłoża. Powierzchnia oprószona lub granulkowata. Obrzeże rozrzedzone, jaśniejsze, kredowe, czasami kończące się nagle, czasami strzępiaste, porowate, siatkowate.
Cechy mikroskopowe;
Subhymenium o grubości (40–) 45–250 (–630) μm. Zbudowane jest ze strzępek wnikających do hymenium i kończących się tam jako podkładki lub cystydiole. Te ostatnie prawie cylindryczne, półwrzecionowate, maczugowate lub nieregularne, hialinowe, zazwyczaj cienkościenne, o długości 23–75 (–85) μm i średnicy (1–) 2–10 (–12) μm, Zarodniki cylindryczne, kiełbaskowate, o rozmiarach (10,5–) 12–15,5–18 (-19) × (4-) 5-7 (-7,5) μm.

## Występowanie i siedlisko
Łojówka wapienna występuje głównie w USA i Europie, ale są też doniesienia o jej występowaniu w innych regionach. W USA jest najczęściej spotykanym gatunkiem łojówek. W Europie jest rzadsza. W Polsce jest rzadka. Znajduje się na Czerwonej liście roślin i grzybów Polski. Ma status V – gatunek zagrożony wyginięciem.
Nadrzewny grzyb saprotroficzny. Rozwija się w lasach iglastych, rzadziej w parkach, na martwym drewnie, głównie iglastym, rzadko liściastym. Obserwowany głównie na drewnie świerka pospolitego.